# Ozero Berjozovskoje (sjö i Vitryssland)
Ozero Berjozovskoje (ryska: Озеро Берёзовское) är en sjö i Belarus.   Den ligger i voblasten Vitsebsks voblast, i den norra delen av landet, 150 km norr om huvudstaden Minsk. Ozero Berjozovskoje ligger 138 meter över havet. Arean är 0,42 kvadratkilometer. Den sträcker sig 1,0 kilometer i nord-sydlig riktning, och 0,8 kilometer i öst-västlig riktning.
Omgivningarna runt Ozero Berjozovskoje är en mosaik av jordbruksmark och naturlig växtlighet. Runt Ozero Berjozovskoje är det ganska glesbefolkat, med 27 invånare per kvadratkilometer.